# マリー・ド・ベリー
マリー・ド・ベリー（Marie de Berry, 1375年 - 1434年6月）は、フランス・ヴァロワ朝の王子ベリー公ジャン1世と最初の妃ジャンヌ・ダルマニャック（アルマニャック伯ジャン1世の娘でベルナール7世の叔母）の次女で末子。モンパンシエ伯ジャン2世・ド・ベリーは兄、ボンヌ・ド・ベリーは姉。オーヴェルニュ女公、モンパンシエ女伯。

## 生涯
初めルイ3世・ド・シャティヨンと結婚したが、1391年に死別した。2人の間の子供はなかった。
次いで1393年にウー伯フィリップ・ダルトワと結婚したが、1397年に死別した。2人の間には4子が生まれた。
- シャルル（1394年 - 1472年） - ウー伯
- フィリップ（1395年 - 1397年）
- ボンヌ（1396年 - 1445年） - 1413年にヌヴェール伯フィリップと結婚、1422年にブルゴーニュ公フィリップ・ル・ボンと再婚
- カトリーヌ（1397年 - 1420年） - 1416年、カランシー領主ジャン・ド・ブルボン（ラ・マルシュ伯ジャン1世の三男）と結婚

最後に1400年、ブルボン公ジャン1世と結婚した。2人の間には3子が生まれた。
- シャルル1世（1401年 - 1456年） - ブルボン公
- ルイ（1403年 - 1412年）
- ルイ1世（1405年 - 1486年） - モンパンシエ伯

1416年に父が死去した時、マリーの兄たちは既に亡く子供もいなかったため、父の遺領のうちオーヴェルニュ公領、モンパンシエ伯領などを相続し、夫ブルボン公と共同でオーヴェルニュ女公およびモンパンシエ女伯となった。これらの所領はのちに、ブルボン公との間の息子のうち、夭逝した次男を除く2人に分け与えられた。
しかしブルボン公はその前年、アジャンクールの戦いで捕虜となってイングランドへ送られており、帰国しないまま1434年に死去した。マリーは父の遺領だけでなくブルボン家の家領も代わって統治し、この最後の夫と同じ年に死去した。